# البرج (الباب)
البرج  قرية سوريّة تتبع إداريّاً لمحافظة حلب منطقة الباب ناحية مركز الباب، بلغ تعداد سكانها 236 نسمة حسب التعداد السكاني لعام 2004.